# Lisa Lugrin
 (octobre 2018).
Si vous disposez d'ouvrages ou d'articles de référence ou si vous connaissez des sites web de qualité traitant du thème abordé ici, merci de compléter l'article en donnant les références utiles à sa vérifiabilité et en les liant à la section « Notes et références ».
Lisa Lugrin, née le 28 août 1983 à Thonon-les-Bains, est une auteure de bande dessinée française qui travaille principalement avec Clément Xavier. Elle est cofondatrice des éditions Na. 
Après des études d’anthropologie et de cinéma, Lisa Lugrin se tourne vers la bande dessinée. Diplômée de l’école de bande dessinée d’Angoulême, elle fonde les éditions Na avec Clément Xavier. En 2015, elle reçoit le Prix Révélation du Festival d’Angoulême pour Yékini, le roi des arènes (FLBLB). Son travail mêle fiction et réalité, à travers des œuvres historiques ou des bandes dessinées de reportage ancrées dans d’autres géographies, qui résonnent avec les enjeux de la société contemporaine.

## Publications
- Participations à Modern Spleen n°1-3 (avec Clément Xavier), Na, 2009-2010.
- Six participations à George (avec Clément Xavier), 2009-2012.
- Participations à L'épisode n°0-5, Na, 2010-2011.
- Les inénarrables mésaventures extraordinaires de Pat' Chapard - Un cœur sauvage (avec Clément Xavier), Charente libre, 2011.
- « Psy Op », dans Afghanistan : Récits de guerre, FLBLB, 2011.
- Yékini : Le Roi des arènes (avec Clément Xavier), FLBLB, 2014.
- « Le Chevalier tigre », dans Auprès de Machine, Les Machines, 2015, p. 24-30.
- « Dolto » (avec Xavier Clément), dans Sweet 15, L'Employé du moi, 2015, p. 164-167.
- Geronimooo ! Mémoires d'un résistant apache (avec Clément Xavier), Delcourt, 2016.
- Mon voisin Brad Pitt (avec Clément Xavier), Na, 2017.
- Même le grand soir a commencé petit (avec Clément Xavier), FLBLB, 2019.
- Jujitsuffragettes, les Amazones de Londres (avec Clément Xavier), Delcourt, 2020.
- Une histoire populaire de la France, adaptation de l'ouvrage de Gérard Noiriel, avec Xavier Clément et Gaston, Delcourt [2], deux tomes (2021 et 2022).
- Waco Horror (avec Clément Xavier et Stéphane Soularue), Glénat, 2022.
- Washing Town (avec Clément Xavier et Fanny Grosshans), Actes Sud / L'an 2, 2023.
- Terres Rebelles (avec Métie Navajo et Jérôme Baschet), Futuropolis, 2024.
- La dent de l'iguanodon (avec Pol Cherici et Clément Xavier)[3], Flblb, 2025.

## Récompense
- 2015 : Prix Révélation du festival d'Angoulême pour Yékini : Le Roi des arènes (avec Clément Xavier)[4]
- 2015 : Prix des lycéens et apprentis d'Île de France pour Yékini : Le Roi des arènes (avec Clément Xavier)[5]
- 2018 : Prix Charles-Henry Salin du festival des marins pêcheurs de Guadeloupe pour Géronimo, Mémoires d'un résistant apache (avec Clément Xavier)[6]
- 2021 : Prix Château de Cheverny de la bande dessinée historique (Rendez-vous de l'Histoire de Blois) pour Jujitsuffragettes, les Amazones de Londres [7].